# Slag bij Mycale
De Slag bij Mycale was een van de twee belangrijke veldslagen die het einde inluidden van de Perzische invasie van Griekenland, tijdens de Perzische Oorlogen. De veldslag vond plaats op of nabij 27 augustus 479 v.Chr. op de hellingen van de berg Mycale, in het vasteland van Ionië tegenover het eiland Samos. Mycale resulteerde in de vernietiging van de hoofdmacht van de Perzen in Ionië, evenals hun vloot in de Middellandse Zee. De Slag bij Plataeae op dezelfde dag op het Griekse vasteland was tevens een overwinning voor de Grieken, en de Perzen waren gedwongen om zowel Griekenland als Ionië te verlaten en verder het binnenland in te trekken, hetgeen de facto het einde van Perzische overheersing betekende. De veldslag heeft bekendheid verkregen door de geschriften van Herodotus van Halicarnassus.

## Achtergrond
In het voorjaar van 479 v.Chr. begonnen verschillende Ionische steden een revolte tegen hun Perzische overheersers. Dit verliep allesbehalve succesvol, en spoedig waren zij gedwongen om de hulp in te roepen van het Griekse vasteland. Een ontmoeting werd bijeen geroepen in Athene en de ambassadeurs van meerdere Ionische steden, Athene en Sparta ontmoetten elkaar vroeg in de zomer. De ontmoeting maakte weinig indruk op de commandant van de Perzische strijdmacht in Thessalië, Mardonius, dus stelde hij een ultimatum aan Athene met de eis om neutraal te blijven. Toen zij weigerden keerden de Spartanen huiswaarts om zich voor te bereiden op oorlog. Ondertussen bereikten Mardonius' troepen Athene, maar de burgers hadden zich al teruggetrokken naar het nabij gelegen eiland Salamis. In de veronderstelling dat de Atheners zich spoedig zouden overgeven stuurde Mardonius wederom vredesvoorwaarden, maar weer werden deze geweigerd.
Terwijl de Spartanen zich voorbereidden op oorlog, met uiteindelijk een troepenmacht van 5000 man aangevuld met 35.000 geallieerden, arriveerde een delegatie uit Samos in Sparta met de vraag om ondersteuning. De Griekse vloot van 110 schepen hees de zeilen en vertrok vanuit Delos onder het commando van koning Leotychidas II van Sparta.

## Veldslag
Toen de Perzen hoorden van de Griekse aantocht, besloten ze om hen op het land tegemoet te treden. Zij zeilden naar het nabijgelegen schiereiland van Mycale, ten oosten van de stad, en vormden een blokkade met behulp van een aantal van hun schepen, terwijl ze de rest op het strand sleepten. Toen de Griekse vloot arriveerde en Samos verlaten aantroffen, begonnen ze een achtervolging in de veronderstelling dat de Perzen op de vlucht waren geslagen. De Grieken stuitten op de Perzen, die zich al in gevechtsformatie op het strand opgesteld hadden. Leotychidas schreeuwde naar de Ioniërs in het Perzische kamp:
"Mannen van Ionië - gij die mij kunt horen - dat gij acht moge slaan op wat ik zeg; voorwaar de Perzen zullen geen woord verstaan die ik uit. Zodra wij in gevecht samenkomen, voor alles, herinner u de Vrijheid - en vervolgens, onthoudt ons wachtwoord, welke is Hebe. Als er iemand is die mij niet kan horen, laat die welke horen mijn woorden kenbaar maken aan de anderen." (Herod. 9.98)
Zich min of meer realiserend wat er aan de hand was, ontwapenden de Perzen de Samoërs en stuurden hun vijand, de Milesiërs om de wegen naar de achterhoede te bewaken. Ondertussen losten de Grieken hun schepen en namen positie op voor het gevecht. Als gebruikelijk namen de Spartanen de linkerflank voor hun rekening, met de Atheners op de rechterflank. De Atheners, al lopend op het strand, vonden een scepter van een heraut en dachten dat dit een goddelijk teken was, duidend op een overwinning van de Grieken op het Griekse vasteland. Vervolgens vielen zij alleen aan, en na een kort gevecht werden de Perzen, geleid door Artaÿntes, gedwongen tot de terugtocht naar hun fort dat zij verder in het binnenland hadden gebouwd. De Atheners achtervolgden hen en namen het fort ook in. De Perzische overlevenden vluchtten, alleen maar om tot de ontdekking te komen dat hun Milesische achterhoede zich ook tegen hun gekeerd had, en de weinige overlevenden bereikten uiteindelijk Sardis.
Toen de Spartanen arriveerden, was het Perzische kamp al leeggeroofd en hun gestrande schepen vernietigd. Op de terugtocht naar Samos bespraken ze hun volgende stappen. De Spartanen stelden voor om de steden van de Ionische Grieken te evacueren en de bevolking naar het Griekse vasteland te brengen, aangezien zij het niet de moeite waard achtten om de Ioniërs elke keer weer tegen aanvallen te verdedigen. De Atheners echter maakten bezwaar tegen het verlies van hun kolonies en accepteerden de Ionische Grieken in een liga tegen Perzië.

## Nasleep
Met de nederlaag van de Perzen keerden de Spartanen terug naar het vasteland en gingen over tot de orde van de dag. De Ionische steden waren nu echter in een liga met Athene, in feite vorm gevend aan wat niet anders geïnterpreteerd kan worden als een Atheens Rijk. Voorheen schatplichtig aan Sparta, begon Athene nu in toenemende mate een vorm van onafhankelijkheid op te eisen, uiteindelijk leidend tot de uitbraak van de Peloponnesische Oorlog.